# جمع أب
جمع‌ أب (بالفارسية: جمع‌آب) هي قرية تقع في قسم غلمكان الريفي (مقاطعة تشناران) في إيران. يقدر عدد سكانها بـ 198 نسمة بحسب إحصاء 2016.